# Myiothlypis leucoblephara
Myiothlypis leucoblephara là một loài chim trong họ Parulidae.